# Manangotria taolanaro
Manangotria taolanaro − gatunek kosarza z podrzędu Cyphophthalmi i rodziny Pettalidae. Jest jedynym znanym przedstawicielem monotypowego rodzaju Manangotria.

## Występowanie
Gatunek endemiczny dla Madagaskaru, gdzie wykazany został z Col de Manangotry, w pobliżu Tolanaro w Prowincji Toliara.